# Zabou Breitman
Zabou Breitman, de fapt Isabelle Breitman numită Zabou (n. 30 octombrie 1959, Paris, Île-de-France, Franța)  este o actriță, regizoare de film și de teatru franceză. Printre cele mai cunoscute filme ale sale se numără Bucătărie cu dependințe, Ziua care mi-a schimbat viața, O vară la mare.

## Biografie
Zabou Breitman este fiica actorului și scenaristului Jean-Claude Deret (Claude Breitman) și a actriței Celine Léger.
După bacalaureat, a studiat greaca și engleza și în același timp, a participat la Cours Simon din Paris. Din 1981 a lucrat ca actriță în filme de cinema și televiziune, precum și în teatru.
Pentru rolurile sale din filmele Billy-Ze-Kick și Criza, a fost nominalizată pentru César la categoria cea mai promițătoare actriță în 1986, respectiv 1993.
A fost în 1992 nominalizată la Premiul Molière pentru Teatru pentru cea mai bună actriță pentru piesa Bucătărie și dependințe, iar în 1998 pentru Skylight și în 2009 pentru Des gens.
A jucat roluri principale în filmul Un monde presque paisible, care a fost prezentat la Festivalul de la Veneția în 2002, și în filmul Ministrul (L'Exercice de l'État, 2011), care a fost prezentat în Festivalul de la Cannes din 2011, din seria Un Certain Regard.
În 2001 a regizat pentru prima dată. Filmul ei Claire - Se souvenir des belles choses a primit trei premii César în 2003, inclusiv la categoria César du meilleur premier film și a primit un premiu la Festival du film de Sarlat. În 2004 a fost distinsă cu Premiul Molière la categoria Cel mai bun regizor pentru L’Hiver sous la table.
Filmul L'Homme de sa vie pe care l-a regizat, a fost prezentat în 2006 la Festival du Film Français d’Helvétie.

## Filmografie selectivă

### Actriță
- 1981: Elle voit des nains partout !, regia Jean-Claude Sussfeld : Blanche-Neige
- 1982: La Boum 2, regia Claude Pinoteau : Catherine
- 1983: Banzaï, regia Claude Zidi : Sophia
- 1984: Gwendoline, regia Just Jaeckin : Beth
- 1985: Billy Ze Kick, regia Gérard Mordillat : Juliette Chapeau
- 1985: Une femme ou deux, regia Daniel Vigne : Constance Michaux
- 1987: Le Beauf, regia Yves Amoureux : Maryline
- 1988: La Travestie, regia Yves Boisset : Nicole Armingault
- 1989: O vară la mare (La Baule-les-Pins), regia Diane Kurys : Bella
- 1991: Toujours seuls, regia Gérard Mordillat : Isabelle
- 1992: 588, rue Paradis, regia Henri Verneuil : Astrid Sétian
- 1992: Criza (La Crise), regia Coline Serreau : Isa Barelle
- 1992: Bucătărie și dependințe (Cuisine et Dépendances), regia Philippe Muyl : Martine
- 1996: L'Homme idéal, regia Xavier Gélin : Madeleine
- 1996: Tenue correcte exigée, regia Philippe Lioret : Catherine Sperry
- 1997: Ça reste entre nous, regia Martin Lamotte : Marie
- 1998: Le Double de ma moitié, regia Yves Amoureux : Cécile / Suzy
- 1998: Făbricuța mea (Ma petite entreprise), regia Pierre Jolivet : Nathalie zisă Nat

- 2004: Parfumul doamnei în negru (Le Parfum de la dame en noir), regia Bruno Podalydès : Édith Rance
- 2008: Rebelii (Les Insoumis), regia Claude-Michel Rome : comisarul Vasseur
- 2008: Ziua care mi-a schimbat viața (Le Premier Jour du reste de ta vie), regia Rémi Bezançon : Marie-Jeanne Duval
- 2009: Nimic personal (Rien de personnel), regia Mathias Gokalp : Christine Barbieri
- 2010: No et moi, de asemenea regizor și co-scenarist: mama depresivă a lui Lou
- 2011: Ministrul (L'Exercice de l'État), regia Pierre Schöller : Pauline
- 2012: De l'autre côté du périph, regia David Charhon : comisarul Morland
- 2013: Amitiés sincères, regia François Prévôt-Leygonie și Stéphan Archinard : Stéphanie
- 2013: Des morceaux de moi, regia Nolwenn Lemesle : Christine
- 2013: Le Grand Méchant Loup, regia Nicolas & Bruno : Victoire
- 2013: Belle comme la femme d'un autre, regia Catherine Castel : Clémence
- 2014: 24 jours, regia Alexandre Arcady : Ruth Halimi
- 2014: Discount, regia Louis-Julien Petit : Sofia Benhaoui
- 2015: Entre amis, regia Olivier Baroux : Astrid
- 2015: Nos futurs, regia Rémi Besançon : mama lui Yann
- 2015: Nous trois ou rien, regia Kheiron : mama
- 2015: Arrête ton cinéma !, regia Diane Kurys : Ingrid
- 2015 : Je compte sur vous, regia Pascal Elbé : inspectoarea Moretti
- 2016: Baden Baden, regia Rachel Lang : mama Anei
- 2017: Il a déjà tes yeux, regia Lucien Jean-Baptiste : Claire Mallet
- 2017: Monsieur et Madame Adelman, regia Nicolas Bedos : directoarea școlii
- 2018: Le Gendre de ma vie, regia François Desagnat : Christelle
- 2019: Salauds de pauvres (film sketch)

### Regizor
- 2001: Se souvenir des belles choses (de asemenea scenariu)
- 2003: Bien dit (scurtmetraj, Talents Cannes)
- 2003: Bien entendu (scurtmetraj, Talents Cannes)
- 2003: Bien joué (scurtmetraj, Talents Cannes)
- 2006: L'Homme de sa vie
- 2007: Dix films pour en parler scurtmetraj denunțând violența domestică(Arte)
- 2008: O iubeam (Je l'aimais), adaptare a romanului Annei Gavalda din 2002
- 2010: No et moi, adaptare după romanul Delphinei de Vigan
- 2017: Paris etc. (serial TV)
- 2019: Les Hirondelles de Kaboul, corealizare cu Éléa Gobbé-Mévellec